# 富士見丘中学校・高等学校
富士見丘中学校・高等学校（ふじみがおかちゅうがっこう・こうとうがっこう、Fujimigaoka High School for Girls）は、東京都渋谷区笹塚三丁目に所在し、中高一貫教育を提供する私立女子中学校・高等学校。
高等学校において、中学校から入学した内部進学の生徒と高等学校から入学した外部進学の生徒との間では、第1学年から混合してクラスを編成する併設混合型中高一貫校。
2015～2019年度、文部科学省よりスーパーグローバルハイスクールに指定され、2020年度からはWWL (ワールド・ワイド・ラーニングコンソーシアム構築支援事業)カリキュラム開発拠点校に指定される。

## 概要
校長は日本私立中学高等学校連合会会長であり一般財団法人日本私学教育研究所理事長の吉田晋である。
帰国子女受け入れ校のため帰国子女や外国籍の生徒が全校生徒の２割以上を占めている。
2018年度から姉妹校 Westonbirt School (イギリス)を意識した新しい制服に変わった。
2019年度にはSGH甲子園(全国スーパーグローバルハイスクール課題研究発表会)研究成果プレゼンテーション部門〔英語発表〕で最優秀賞を受賞した。
2020年に創立80周年を迎えた。

## 教育
教育理念は「国際性豊かな若き淑女の育成」「グローバル・コンピテンシーを育てる」。
４技能を意識したアクティブラーニング型の英語教育に力を入れており、高校3年生全体の7割以上が英検2級以上、3割以上が準1級以上を取得している。
生徒の問題解決能力や交渉力を高めるべく2016年に帰国生を中心として発足した模擬国連部は現在では一般生徒も多く在籍しており、模擬国連や弁論など各種コンテストで活躍している。
カリフォルニア大学ロサンゼルス校UCLA (アメリカ) 、ハワイ大学マノア校 (アメリカ)、シンガポールマネージメント大学(シンガポール)、京都大学、慶應義塾大学、武蔵野美術大学、明海大学と高大連携を協定している。キングス・カレッジ・ロンドン (イギリス)やクイーンズランド大学 (オーストラリア)など海外名門大学への指定校推薦枠があることから毎年スーパーグローバル大学や海外名門大学への進学者を多く輩出している。
カリフォルニア大学ロサンゼルス校UCLA (アメリカ) に卒業生を進学させていることから、例年アメリカ西海岸修学旅行にてOGによるキャンパスツアーや交流会が行われている。
淑女教育の一環として中学１年生はディズニーホテル、高校1年生は万平ホテルにてテーブルマナー及び礼儀作法を学ぶ。

## 沿革
| 1940(昭和15)年3月  | 昭和商業実践女学校創立(設立者 青田瀧蔵、森本正久)                                                                     |
| 1944(昭和19)年3月  | 校名を富士見丘女子商業学校と改称 理事長に青田瀧蔵、学校長に森本正久就任                                               |
| 1947(昭和22)年4月  | 中学校の設置許可を受け、渋谷区の委託で公立中学校の教育を代行、 男女２学級の生徒を受け入れる                           |
| 1948(昭和23)年4月  | 学制改革により富士見丘高等学校・同中学校と改称                                                                        |
| 1951(昭和26)年3月  | 設立者を学校法人富士見丘学園に組織変更。渋谷区よりの委託期間終了に伴い、女子のみの高等学校として生徒募集を開始        |
| 1953(昭和28)年4月  | 学校長に吉田盛次就任                                                                                                  |
| 1969(昭和44)年4月  | 商業科の類型として秘書コースを設置                                                                                    |
| 1972(昭和47)年3月  | 他校に先駆け春休みを利用した英国短期留学開始                                                                          |
| 1974(昭和49)年4月  | 商業科・秘書科の募集を停止し、普通科のみの募集に変更                                                                  |
| 1978(昭和53)年3月  | 6ヶ年にわたる一貫教育をめざして、休校中の中学校を開校                                                                 |
| 1982(昭和57)年7月  | 夏休みを利用したアメリカ姉妹校訪問研修旅行(西海岸)開始                                                                |
| 1988(昭和63)年3月  | 理事長に吉田盛次就任（学校長兼務）                                                                                    |
| 1988(昭和63)年7月  | 夏休みを利用したカナダ短期留学開始                                                                                    |
| 1989(平成元)年3月  | 春休みを利用したオーストラリア短期留学開始                                                                            |
| 1989(平成元)年9月  | 学園創立50周年記念事業として、運動場地下にサブアリーナ完成                                                            |
| 1990(平成2)年8月   | テニス部、中高ともに全国制覇                                                                                          |
| 1993(平成5)年4月   | 学校長に吉田晋就任 |
| 1994(平成6)年4月   | 本校独自の自主研究プログラム「5×2」を開始                                                                             |
| 1995(平成7)年10月  | 理事長に吉田晋就任（学校長兼務）                                                                                      |
| 1996(平成8)年3月   | 高等学校テニス部、全国選抜テニス大会3連覇                                                                             |
| 2000(平成12)年3月  | 創立60周年記念行事の一環として新校舎一期工事完成                                                                      |
| 2002(平成14)年3月  | 新校舎完成 |
| 2008(平成20)年4月  | 高等学校1年次に英語特別選抜クラスを設置                                                                               |
| 2008(平成20)年8月  | 中学少林寺拳法部、全国制覇                                                                                            |
| 2010(平成22)年8月  | 高等学校テニス部、インターハイ団体7回目の優勝（歴代最多回数）                                                         |
| 2012(平成24)年1月  | 3ヶ月・6ヶ月留学開始（英・米・豪）                                                                                    |
| 2012(平成24)年3月  | ロンドン大学キングスカレッジ（英）・クィーンズランド大学（豪）と指定校推薦制締結                                      |
| 2012(平成24)年3月  | 高等学校少林寺拳法部、全国選抜大会優勝                                                                                |
| 2013(平成25)年1月  | ザイード未来エネルギー賞ハイスクール賞ファイナリスト表彰受賞                                                          |
| 2013(平成25)年8月  | 高等学校テニス部、インターハイ団体4連覇（歴代最多連続優勝）                                                           |
| 2014(平成26)年3月  | 文部科学省よりスーパー・グローバル・ハイスクール・アソシエイト校に指定される                                          |
| 2014(平成26)年11月 | 高等学校、アメリカ西海岸修学旅行開始                                                                                  |
| 2015(平成27)年3月  | 文部科学省よりスーパー・グローバル・ハイスクール（SGH）に指定される                                                   |
| 2016(平成28)年4月  | 高等学校にコース制導入（グローバルコース/アドバンストA・Bコース）                                                     |
| 2016(平成28)年4月  | 中学校に英語特別コースを設置                                                                                          |
| 2019(平成31)年3月  | SGH甲子園2019(全国スーパーグローバルハイスクール課題研究発表会)研究成果プレゼンテーション部門〔英語発表〕最優秀賞受賞 |
| 2020(令和2)年4月   | 文部科学省よりWWL(ワールド･ワイド･ラーニング)コンソーシアム構築支援事業・カリキュラム開発拠点校に指定される           |

## 交通
出典 : 
電車
- 京王線笹塚駅より徒歩5分

バス
| 乗車駅 | 系統           | 下車停留所            | 運行事業者 |
| ------ | -------------- | --------------------- | ---------- |
| 新宿駅 | 宿45           | 「笹塚中学」、徒歩3分 | ■京王バス  |
| 中野駅 | 渋63・中82     | 「笹塚中学」、徒歩3分 | ■京王バス  |
| 笹塚駅 | 春の小川ルート | 「笹塚中学」、徒歩3分 | ■京王バス  |

## 制服
正装(冬服)・合服：チャコールグレーのジャケット、ワインカラーのセーター、タータンチェックの巻きスカート、リボン、コート
夏服：刺繍エンブレム付きオーバーブラウス、オールプリーツスカート、任意でライトグレーと赤のカーディガンを着用する。
掃除の時間は割烹着を着用する。

## 部活動
- テニス部、少林寺拳法部、バスケットボール部、卓球部、ダンス部、バトントワリング部、ゴルフ部、バドミントン部、ESS部、クッキング部、華道部、茶道部、書道部、模擬国連部、写真部、アート＆クラフト部、ソーイング部、フォークソング部、バレーボール同好会などがある
- テニス部、少林寺拳法部、模擬国連部が全国レベルの強豪校である

## 主な出身者
- 女屋実和子 - 女優
- やまだ紫 - 漫画家・エッセイスト・詩人
- 高樹蓉子 - 元女優
- 片瀬那奈 - 女優、歌手、モデル
- 東尾理子 (中学校のみ) - プロゴルファー、タレント
- 吉元潤子 - 元アナウンサー（テレビ朝日）
- 龍円愛梨 - 元アナウンサー（テレビ朝日）、東京都議会議員
- 川村亜紀 - 元タレント
- 小畑沙織 - 元プロテニス選手
- 窪田二葉 - 元プロテニス選手
- 宮内美澄 - 元プロテニス選手
- 江口実沙 - プロテニス選手
- 愛純もえり - 元宝塚歌劇団88期生　娘役
- 舞園るり - 元宝塚歌劇団93期生 娘役
- リサ - 元バニラビーンズ
- 神山まりあ - 2011年（平成23年）度 ミス・ユニバース・ジャパン
- 窪真理 - 女優

## ギャラリー

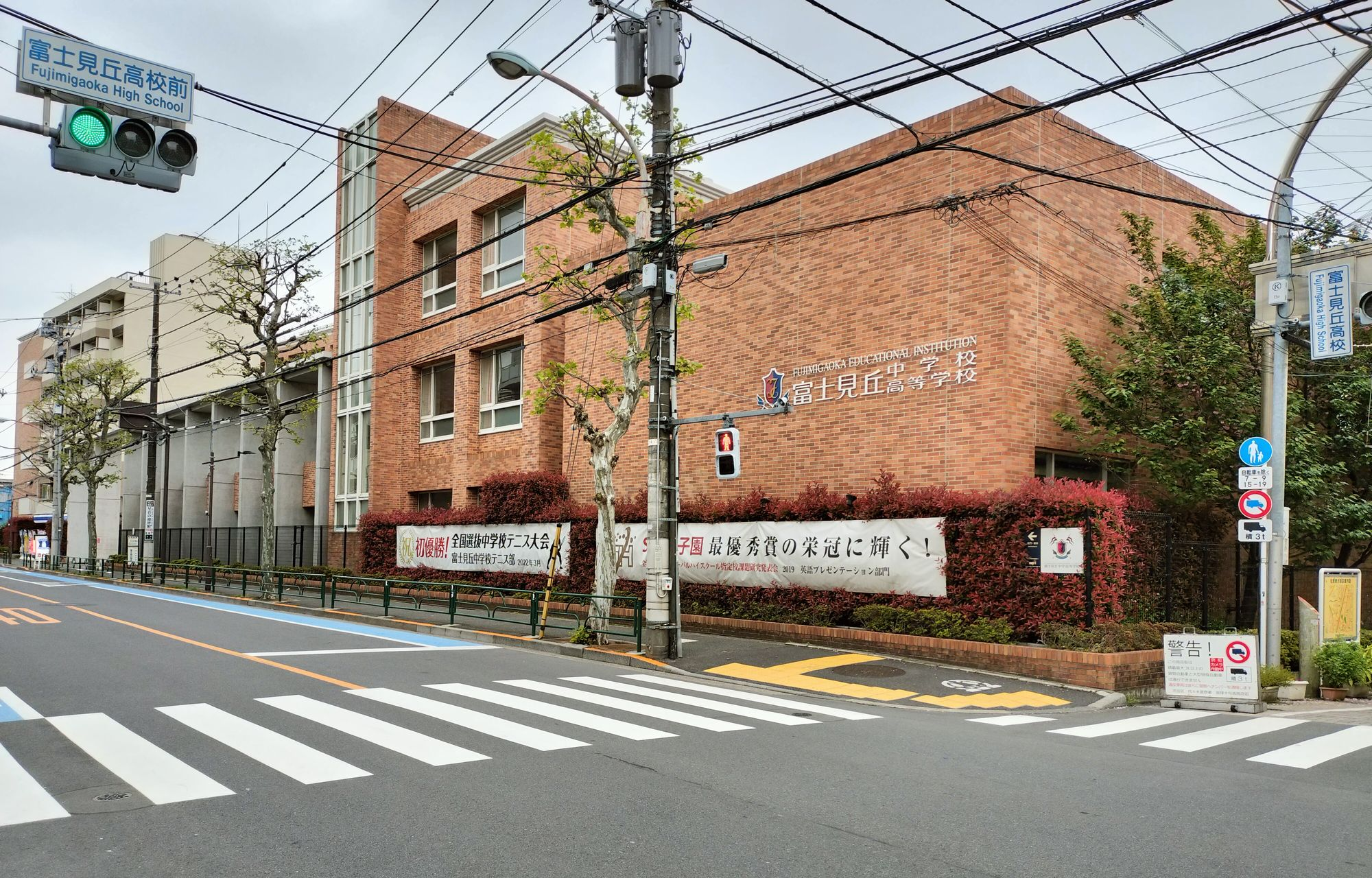
富士見丘高校前交差点

## 参照
- 学校特集『富士見丘中学高等学校2019』首都圏模試センター、2019年7月20日。オリジナルの2020年1月29日時点におけるアーカイブ。
- 【学校・説明会情報／動画】『富士見丘高等学校』高校受験版スクールポット。
- 『海外・帰国子女 受け入れ校を特集 !! 富士見丘中学高等学校』JOBAエデュケーションセンター・ガーディアンシップセンター。
- 「富士見丘中学高等学校」『読売新聞』。2025年4月15日閲覧。
- 【とっておきの私立中学校2023】『富士見丘中学校…21世紀を生き抜く「グローバル・コンピテンシー」を育てる』リセマム、2022年9月22日。オリジナルの2022年3月25日時点におけるアーカイブ。
- 足立恵子「新旧融合型の英語教育で中３の半数が英検２級以上…富士見丘 : 富士見丘中学高等学校 : 会員校だより : 中学受験サポート : 教育・受験・就活」『読売新聞』2019年11月27日。2019年11月27日閲覧。